# Gert Ligterink
Gert Ligterink (Oldekerk, 17 november 1949) is een Nederlands schaker. Hij werd in 1970, 1973 en 1974 kampioen van de Noordelijke Schaakbond en in 1979 schaakkampioen van Nederland. 
He speelde in het Nederlandse team in de Schaakolympiades van 1976 (individuele bronzen medaille), 1978, 1980 and 1982.
Hij was in 1983 de winnaar in de meestergroep van het Hoogoventoernooi en eindigde in 1984 als eerste in een toernooi in Oxford. 
Ligterink is sinds 1977 een internationaal meester (IM) en van 1983 tot 2023 schaakmedewerker van de Volkskrant.
Hij speelde voor Nederland  in het Europese schaakkampioenschap voor landenteams van 1983 (individuele zilveren medaille).
Ligterink schreef columns over schaken voor de Tata Steel Chess toernooien van 2003 tot 2011.
Op 24 maart 2023 verscheen het laatste artikel van Ligterink in de (tevens laatste) schaakrubriek van de Volkskrant.